# Elipse de Steiner

A elipse de Steiner de um triângulo isósceles.

Em geometria, a elipse de Steiner de um triângulo,  é a única circumelipse (elipse que toca o triângulo em seus vértices) cujo centro é o centroide do triângulo.